# Ballainvilliers
Ballainvilliers é uma comuna francesa na região administrativa da Ilha de França, no departamento de Essonne. Estende-se por uma área de 4.01 km². Em 2010 a comuna tinha 4 617 habitantes (densidade: 1 151,4 hab./km²).